# Jewgienij Bielajew
Jewgienij Michajłowicz Bielajew, ros. Евгений Михайлович Беляев (ur. 11 września 1926 w Klińcach, zm. 21 lutego 1994 w Moskwie) – rosyjski śpiewak (tenor), jeden z najbardziej rozpoznawalnych w Rosji i na świecie solistów Chóru Aleksandrowa.

## Wczesne lata
Urodził się w rodzinie nauczycieli. Już jako uczeń zwyciężał w konkursach organizowanych na obozach pionierskich Artek.
Podczas II wojny światowej służył początkowo w pododdziałach zaopatrzenia, gdzie otrzymał nagrodę za osiągnięcia sportowe w oddziale. Następnie walczył na terytorium Czechosłowacji, służąc w stopniu kaprala w 2 Korpusie Zmechanizowanym Gwardii (dzisiejsza 93 Brygada Zmechanizowana w armii ukraińskiej) w ramach 4 Frontu Ukraińskiego gen. Jeriomienki. Przed końcem wojny przeniósł się do obrony przeciwlotniczej, gdzie dosłużył się stopnia sierżanta.
Po wojnie wstąpił do Akademii Muzycznej im. sióstr Gnesin w Moskwie, którą ukończył z wyróżnieniem.

## Kariera muzyczna
W 1947 roku zostaje solistą w Zespole Pieśni i Tańca Karpackiego okręgu wojskowego.Za namową kolegów w 1952 roku wstępuje do KPZR. W 1955 roku wygrywa eliminacje do ówczesnego Zespołu Pieśni i Tańca Armii Czerwonej, pod dyrekcją Borysa Aleksandrowa, z którym jako solista związany jest aż do 1987 roku. Od tego czasu zyskuje wielką sławą swoją interpretacją pieśni „Kalinka”, którą wkrótce, obok oryginalnej interpretacji Nikitina i późniejszych: Sztiefucy i Pszenicznego, staje się wzorcowym modelem tej pieśni i najbardziej rozpowszechnionym. Oprócz tego wraz z zespołem im. Aleksandrowa nagrał ok. 90 utworów. Odwiedził przy tym wszystkie kontynenty. Od 1987 do 1993 współpracował z Zespołem Pieśni i Tańca Wojsk Rakietowych „Czerwona Gwiazda”, śpiewając głównie repertuar z poprzedniego zespołu.

## Repertuar
Repertuar Jewgienija Bielajewa łączy się nierozerwalnie z jego działalnością w Chórze Aleksandrowa. Znajduje się w nim się wiele rosyjskich, ormiańskich, gruzińskich, białoruskich i ukraińskich pieśni ludowych lub stylizowanych na ludowe pieśni radzieckich (jak np. Katiusza) jak również pieśni masowe, żołnierskie, a także arie operowe.

## Odznaczenia i nagrody
- Order Wojny Ojczyźnianej I klasy
- Order Czerwonej Gwiazdy
- Medal „Za Odwagę” (ZSRR)
- Medal „Za zasługi bojowe”
- Ludowy Artysta ZSRR (1967)
- Nagroda Państwowa ZSRR (1978)
- Ludowy Artysta RFSRR (1960)
- Zasłużony Artysta RFSRR (1958)

## Pamięć o Bielajewie
W 300-lecie powstania miejscowości Klińce w kwietniu 2007 na rynku ustawiono popiersie śpiewaka. W lutym 2008 odbył się koncert jego imienia w Briańsku, a następnie jego imieniem nazwaną szkołę podstawową w Klińcach.